# الزین
الزین یک منطقهٔ مسکونی در ایران است که در دهستان دستجرده واقع شده‌است. براساس سرشماری مرکز آمار ایران در سال ۱۳۹۵، الزین ۴۳۵ نفر جمعیت دارد.